# 追日 (電影)
《追日》，又名《古劍山莊》，是一套1991年香港古裝劇情片，由羅維監製，劉鴻泉導演，張學友、王祖賢、張敏和午馬等主演。

## 劇情概述
美麗女子古夢雪（王祖賢 飾）在被獻祭給鬼王之時遇見劍士賈逸龍（張學友 飾），賈對她心生愛慕，欲救之。但如若沒有夢雪的犧牲，當地村莊就會被盡數摧毀。在小狐精青兒（張敏 飾）的幫助下，賈決意挽救夢雪和整個村莊。

## 人物角色
- 張學友 飾 賈逸龍
- 王祖賢 飾 古夢雪
- 張敏 飾 青兒
- 午馬 飾 顏英
- 劉洵 飾 賈逸龍之師

## 電影歌曲
| 曲別   | 歌名     | 演唱者 | 作曲   | 作詞   |
| 主題曲 | 〈追日〉 | 張學友 | 魯世傑 | 盧國沾 |
| 片尾曲 | 〈心燄〉 | 甄楚倩 | 黃霑   | 黃霑   |

## 外部連結
- 互联网电影数据库（IMDb）上《追日》的资料（英文）
- AllMovie上《追日》的资料（英文）
- 爛番茄上《追日》的資料（英文）
- 開眼電影網上《追日》的資料（繁體中文）